# Verfahrensmechaniker

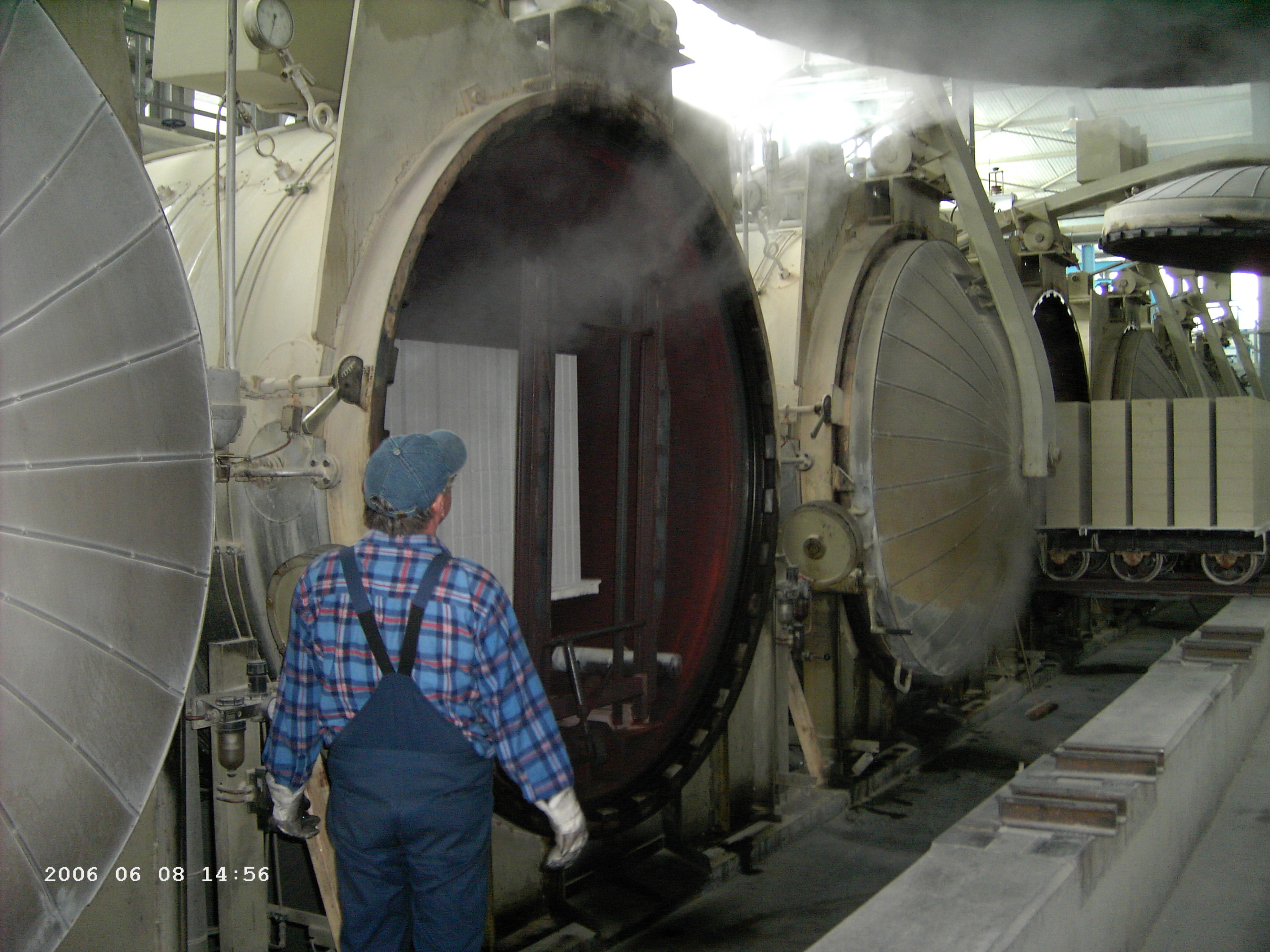
Verfahrensmechaniker bedient Steinhärtekessel (Autoklav mit Dampfhärtung) bei der Kalksandsteinfertigung.

Verfahrensmechaniker sind überwiegend in der metall-, glasverarbeitenden- und Kunststoffindustrie tätig oder werden in der Steine- und Erdenindustrie beschäftigt. Dort übernehmen die Verfahrensmechaniker die Überwachung, Steuerung, Wartung und Bedienung von Maschinen und Maschinengruppen, welche Rohstoffe weiterverarbeiten. Der Beruf ist mit Hilfe einer dreijährigen Ausbildung zu erlernen. Der Frauenanteil betrug 2017 in Deutschland im Bereich der Metallerzeugung 6,1 %, bei der Steinbearbeitung und Baustoffherstellung 10,6 %.

## Aufgaben
Zu den zentralen Aufgaben des Verfahrensmechanikers zählt das Steuern und Bedienen von Maschinen der Verfahrenstechnik. In Abhängigkeit von dem hergestellten Produkt ergeben sich dabei unterschiedliche Einsatzmöglichkeiten. Die Steuerung der Maschinen erfolgt überwiegend mit Hilfe der EDV. Während der Herstellung des Produktes achtet der Verfahrensmechaniker auf die Qualitätsanforderungen und nimmt zu diesem Zweck laufend Prüfmuster aus der Produktion.
Neben der Bedienung sind Verfahrensmechaniker für die Instandsetzung, Wartungsaufgaben und Reinigung der Maschinen verantwortlich.

## Berufszweige
Aufgrund der Verschiedenheit der Produkte in der Industrie werden unterschiedliche Berufsanforderungen an den Verfahrensmechaniker gestellt. Er wird deshalb speziell für eine bestimmte Produktgruppe ausgebildet. Nachfolgend sind die Berufszweige und deren Fachrichtungen aufgelistet.
- Verfahrensmechaniker in der Hütten-Halbzeugindustrie
  - Eisen- und Stahl-Metallurgie
  - Nichteisen-Metallurgie
  - Nichteisen-Umformung
  - Stahl-Umformung

- Verfahrensmechaniker in der Steine- und Erdenindustrie
  - Baustoffe
  - Gipsplatten/Faserzement
  - Kalksandsteine/Porenbeton
  - Asphalt
  - Transportbeton (siehe dazu auch den Artikel Verfahrensmechaniker Transportbeton)
  - Vorgefertigte Betonerzeugnisse

- Verfahrensmechaniker für Kunststoff- und Kautschuktechnik
  - Formteile
  - Halbzeuge
  - Bauteile
  - Mehrschicht-Kautschuk
  - Faserverbundswerkstoffe

- Verfahrensmechaniker für Beschichtungstechnik
- Verfahrensmechaniker für Brillenoptik
- Verfahrensmechaniker für Glastechnik